# Nachal Jimla
Nachal Jimla (hebrejsky: נחל ימלה, uváděno též jako Nachal Jamla) je vádí v pahorkatině Šefela, nedaleko od západního okraje Judských hor v Izraeli.
Začíná v nadmořské výšce okolo 300 metrů v prostoru jižní částí města Bejt Šemeš, ve čtvrti Ramat Bejt Šemeš. Směřuje pak k severozápadu rychle se zahlubujícím údolím se zčásti zalesněnými svahy, přičemž z východu míjí pahorek, na němž stojí klášter Bejt Džimal. Na jižním okraji centrální části města Bejt Šemeš pak zleva ústí do vádí Nachal Jiš'i. Vádí po většinu své délky prochází urbanizovanou krajinou.